# Tandahimba (huyện)
Tandahimba là một huyện thuộc vùng Mtwara, Tanzania. Thủ phủ của huyện Tandahimba đóng tại Tandahimba. Huyện Tandahimba có diện tích 1894 ki lô mét vuông. Đến thời điểm điều tra dân số ngày 25 tháng 8 năm 2002, huyện Tandahimba có dân số 203837 người.